# Paleoarcheïcum
| Eon                                        | Era                | Periode        | Ouderdom Ma |
| ------------------------------------------ | ------------------ | -------------- | ----------- |
| Proterozoïcum                              | Paleoproterozoïcum | Siderium       | later       |
| Archeïcum                                  | Neoarcheïcum       | Neoarcheïcum   | 2500 - 2800 |
| Archeïcum                                  | Mesoarcheïcum      | Mesoarcheïcum  | 2800 - 3200 |
| Archeïcum                                  | Paleoarcheïcum     | Paleoarcheïcum | 3200 - 3600 |
| Archeïcum                                  | Eoarcheïcum        | Eoarcheïcum    | 3600 - 4000 |
| Hadeïcum                                   | Hadeïcum           | Hadeïcum       | vroeger     |
| Indeling van het Archeïcum volgens de ICS. |                    |                |             |

Het geologisch tijdperk Paleoarcheïcum (ook Paleoarchaïcum) is een era van het eon Archaïcum, dat duurde van 3,6 Ga tot 3,2 Ga. Het werd voorafgegaan door het Eoarcheïcum en gevolgd door het Mesoarcheïcum. De oudste gefossiliseerde levensvormen in de vorm van bacteriën en microbiële matten, zogenaamde stromatolieten, komen uit dit era. Deze zijn gevonden in West-Australië en zijn 3,48 miljard jaar oud (Ga).

## Aardoppervlak
Tijdens het Paleoarcheïcum kwam waarschijnlijk voor het eerst een supercontinent voor, dat Vaalbara wordt genoemd.

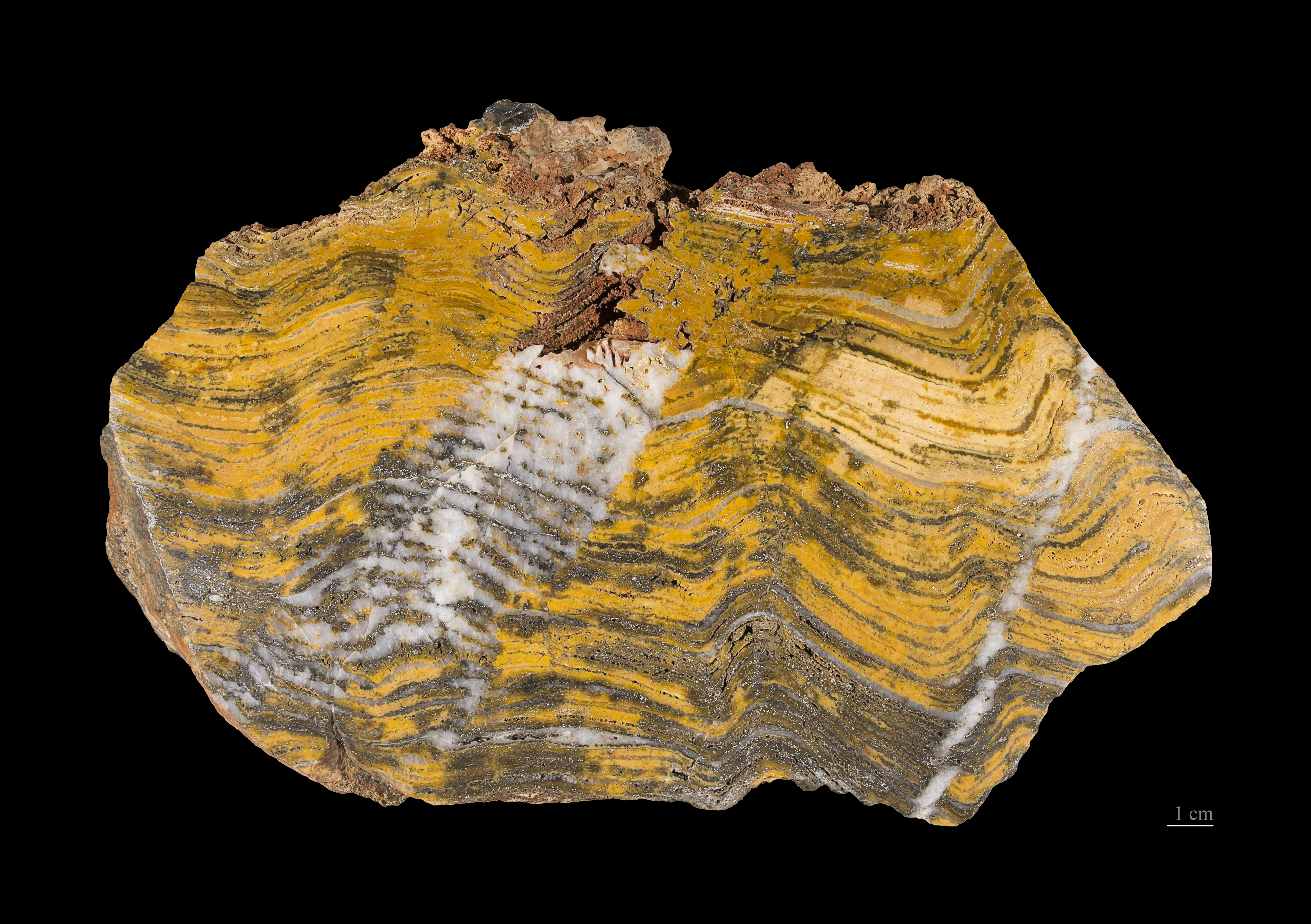
Stromatolieten - Pilbarakraton - West-Australië

## Atmosfeer
Over de atmosfeer in het Paleoarcheïcum is niet veel duidelijkheid. Wat we wel weten is dat er geen vrije zuurstof aanwezig was maar wel veel koolstofdioxide.

## Leven
Het leven bestond voornamelijk uit cynobacteriën (Blauwalgen) en eencellig leven. Er vond al wel fotosynthese plaats, maar niet op een schaal dat zuurstof stabiel kon blijven.
De oudste kratons, waaronder het Kaapvaalkraton, werden in deze era gevormd.